# Seweryn Goszczyński

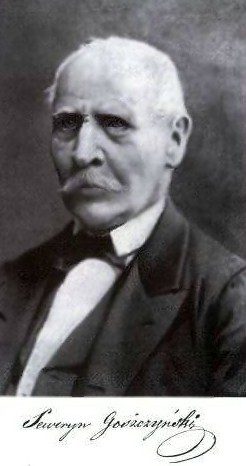
Seweryn Goszczyński

Seweryn Goszczyński (* 1803 in Ilińce; † 25. Februar 1876 in Lemberg) war ein polnischer Dichter.
Seweryn Goszczyński, Sohn eines Wirtschaftsbeamten, besuchte das Gymnasium zu Humań, wo er Freundschaft mit Józef Bohdan Zaleski schloss, und erhielt seine höhere Ausbildung von 1820 an auf der Universität Warschau.
Sein erstes größeres Gedicht: Zamek Kaniowski (Das Schloss von Kaniów, Warschau 1828), eine düstere, auf Volkstradition beruhende poetische Erzählung in Byronscher Manier, welche den furchtbaren Aufstand in der Ukraine von 1768 zum Gegenstand hat und das Kosakenleben mit großer Anschaulichkeit malt, trägt den Stempel eines ursprünglichen Dichtergeistes an sich.
Goszczyński beteiligte sich an den politischen Verschwörungen und war unter denen, die am 29. November 1830 den Großfürsten Konstantin im Warschauer Belvedere überfielen. Er trat hierauf in das polnische Heer ein, begeisterte dasselbe durch seine feurigen Vaterlandslieder und wohnte verschiedenen Treffen bei.
Nach dem Novemberaufstand floh er aus Warschau nach Galizien, später nach Frankreich und ging dann in die Schweiz, wo er in Lenzburg im Aargau seinen Wohnsitz nahm. Hier und in Frankreich schrieb er in Prosa mehrere gelungene Erzählungen, als Oda, Straszny Strzelec und Król zamczyska, verherrlichte in seinem Meisterwerk Sobótka die Johannisfeier in den Karpaten, übersetzte den Ossian und gab Revolutionslieder unter dem Titel: Trzy struny (Straßburg 1839, 3 Bde.) heraus, die alle den früheren leidenschaftlichen Geist atmen.
Später ein eifriger Anhänger der mystisch-religiösen Sekte Andrzej Towiańskis, verbrachte er seine letzten Lebensjahre in Lemberg, wo er am 25. Februar 1876 starb. Seine letzte größere Dichtung war das 1871 veröffentlichte Posłanie do Polski (Sendschreiben an Polen).
Goszczyński gehörte mit Antoni Malczewski, Józef Bohdan Zaleski und dem Kritiker Michał Grabowski zu den Häuptern der sogenannten ukrainischen Schule, welche die romantischen Motive eigenartig gestaltete. Die neueste Ausgabe seiner sämtlichen Poezye erschien in zwei Bänden (Leipz. 1875).